# Källarflarken
Källarflarken är en sjö i Ljusdals kommun i Hälsingland och ingår i Ljusnans huvudavrinningsområde. Sjön har en area på 0,171 kvadratkilometer och ligger 299 meter över havet. Sjön avvattnas av vattendraget Gryckån (Lillskogsån).

## Delavrinningsområde
Källarflarken ingår i det delavrinningsområde (684193-148377) som SMHI kallar för Utloppet av Källarflarken. Medelhöjden är 312 meter över havet och ytan är 1,65 kvadratkilometer. Räknas de 6 avrinningsområdena uppströms in blir den ackumulerade arean 64,8 kvadratkilometer. Gryckån (Lillskogsån) som avvattnar avrinningsområdet har biflödesordning 3, vilket innebär att vattnet flödar genom totalt 3 vattendrag innan det når havet efter 177 kilometer. Avrinningsområdet består mestadels av skog (65 procent) och sankmarker (26 procent). Avrinningsområdet har 0,16 kvadratkilometer vattenytor vilket ger det en sjöprocent på 9,2 procent.